# Thomas Villadsen
Thomas Villadsen (ur. 4 września 1984 w Kopenhadze) – duński piłkarz występujący na pozycji bramkarza.

## Kariera
Villadsen jako junior grał w zespołach Vanløse IF, FC Nordsjælland oraz KB, który pełnił funkcję rezerw FC København. Sezon 2006/2007 spędził w pierwszym zespole FCK, jednak nie zagrał w żadnym meczu w Superligaen, choć klub wywalczył mistrzostwo Danii. W 2007 roku odszedł do holenderskiego drugoligowca, FC Emmen. W Eerste divisie zadebiutował 10 sierpnia 2007 roku w przegranym 0:6 pojedynku z Go Ahead Eagles. W ciągu dwóch lat spędzonych w barwach Emmen, wystąpił w 61 meczach.
W połowie 2009 roku odszedł do FC Nordsjælland, jednak nie rozegrał tam żadnego spotkania. W lutym 2010 roku Villadsen podpisał kontrakt z rumuńskim zespołem Ceahlăul Piatra Neamț z Ligi I. Zadebiutował w niej 20 lutego 2010 w wygranym 3:1 spotkaniu ze Steauą Bukareszt. W sezonie 2009/2010 spadł z klubem do Ligi II, jednak w następnym sezonie awansował z nim z powrotem do Ligi I. W ciągu 2,5 roku dla Ceahlăulu rozegrał 56 spotkań.
W 2012 roku wrócił do FC Nordsjælland. Jednakże, w sezonie 2012/2013 nie wystąpił w żadnym meczu Superligaen, choć 29 razy zasiadał na ławce rezerwowych. Następny sezon spędził na wypożyczeniu w zespole AC Horsens, grającym w 1. division. W 2014 roku wrócił do Superligaen, zostając graczem klubu FC Vestsjælland. W sezonie 2014/2015 nie zagrał jednak w żadnym meczu w lidze. Następnie był wypożyczony do FC Roskilde z 1. division. 
W latach 2016–2019 był z kolei graczem ligowego rywala Roskilde, drużyny Nykøbing FC. W 2019 roku zakończył tam karierę.
W duńskiej ekstraklasie nie rozegrał żadnego spotkania, wystąpił za to w 33 meczach ekstraklasy rumuńskiej.